# 布尔古尼亚格
布尔古尼亚格（法語：Bourgougnague，法語發音：[buʁɡuɲaɡ]）是法国洛特-加龙省的一个市镇，属于马尔芒德区。

## 地理
布尔古尼亚格（44°37'0"N, 0°24'59"E）面积11.73 平方千米，位于法国新阿基坦大区洛特-加龍省，该省份为法国西南部内陆省份，北起多爾多涅省，西接吉倫特省和朗德省，南至热尔省，东临塔恩-加龙省和洛特省。
与布尔古尼亚格接壤的市镇（或旧市镇、城区）包括：埃梅、拉韦涅、阿尼亚克、洛赞、圣科隆德洛赞、圣帕尔杜-伊萨克。

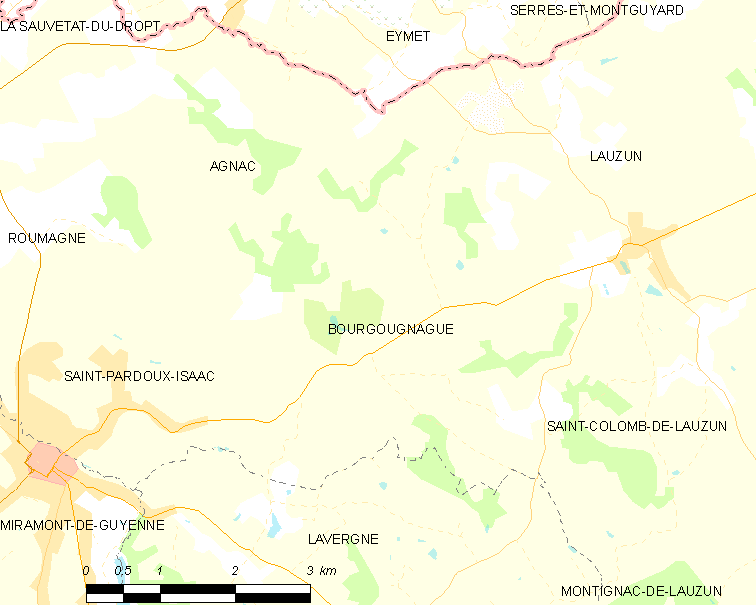
布尔古尼亚格的OSM定位图

布尔古尼亚格的时区为UTC+01:00、UTC+02:00（夏令时）。

## 行政
布尔古尼亚格的邮政编码为47410，INSEE市镇编码为47035。

## 政治
布尔古尼亚格所属的省级选区为德罗河谷县。

## 人口

1962-2008年间布尔古尼亚格人口变化图示

布尔古尼亚格于2022年1月1日时的人口数量为289人。